# Вермельскірхен
Вермельскірхен (нім. Wermelskirchen) — місто в Німеччині, знаходиться в землі Північний Рейн-Вестфалія. Підпорядковується адміністративному округу Кельн. Входить до складу району Райніш-Бергішер.
Площа — 74,66 км2. Населення становить 34 597 ос. (станом на 31 грудня 2020).